# Пасош Украјине
Пасош Републике Украјине је јавна путна исправа која се украјинскоме држављанину издаје за путовање и боравак у иностранству, као и за повратак у државу. 
За време боравка у иностранству, путна исправа служи њеном имаоцу за доказивање идентитета и као доказ о држављанству Украјине. Пасош Републике Украјине се издаје за неограничен број путовања.

## Језици
Пасош је исписан украјинским и енглеским језиком као и личне информације носиоца.